# Хиваро

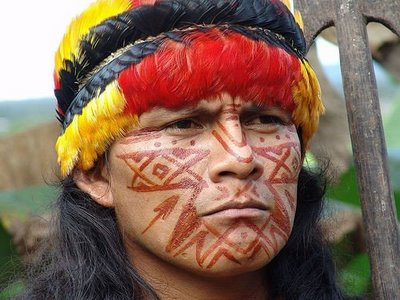

Хива́ро, (иногда — хибаро), шуара, группа индейских народов (собственно хиваро, или унтсури шуара, ачуара, уамбиса, агуаруна) в Эквадоре (35 тыс. человек, между рекой Пастаса на севере и верховьями реки Самора на юге) и Перу (40 тыс. человек, бассейн реки Тигре, притока Мараньона) коренные жители Монтани — области предгорий Анд на востоке Перу, восточнее от р. Укаяли, примыкающей к равнинам Амазонии. Говорят на языках группы хиваро, которые иногда объединяют с изолированным языком кандоши в семью хиваро-кандоши. Распространён также язык кечуа. Религиозные представления состоят из местных верований, а также католицизма.
Первые случайные контакты людей племени хиваро с европейцами были известны с XIX века, постоянные контакты — уже только с середины XX века. Их культура представляет собою как бы переходную, промежуточную ступень между культурой коренного населения Анд и культурой индейцев тропических земель востока Южной Америки. Обычными занятиями являются охота на пекари, тапиров, обезьян, муравьедов, ленивцев и птиц с применением луков, дротиков и капканов. Но их самым прославленным оружием являются духовые трубки. Рыболовство также является важным источником добычи пищи для хиваро. Ручное подсечно-огневое земледелие (возделывается маниок, кукуруза, бобы, хлопок, табак) играет в их жизни также немаловажную роль. Плетение, ткачество, гончарство — ремёсла, которые являются достаточными для удовлетворения хозяйственных нужд хиваро. Практикуют сбор смолы Croton lechleri (Sangre de Grado), которую используют в медицинских и декоративных целях. В настоящее время всё больше хиваро работает по найму в сельском хозяйстве. Большесемейные общины хиваро занимали большой эллиптический в плане дом. 5—6 домов, расположенных на расстоянии нескольких километров один от другого, составляли общину. Современное жилище — креольского типа. Брак патрилокальный. Была распространена сороральная полигиния. Обычная мужская одежда состоит из запашной юбки, женская же представляет собою туникообразное платье с застёжкой на правом плече. Верования включают культы духов, шаманизм.
Из современных хибаро около полутора тысяч человек живут в изоляции и продолжают вести традиционный образ жизни. Остальные живут около миссий, часть — в резервациях (например, в районе реки Самора).

## Охота за головами
Убитым неприятелям хиваро отрезают головы, стягивают кожу с головы, чтобы она не повредилась, высушивают, затем варят несколько раз в течение 30 мин., вследствие чего она уменьшается примерно в четыре раза, и наполняют её горячим песком. После вылепляют прежние черты лица. По представлениям хиваро высушенные головы (тсантса) передаёт охотнику силу убитого неприятеля. На сегодняшний день никто из народов хиваро и шуаров не занимаются изготовление тсантсы. Однако иногда имели место случаи изготовления тсантсы за деньги в качестве сувенира, его цена достигала $30.000.